# Plaques de matrícula de Portugal

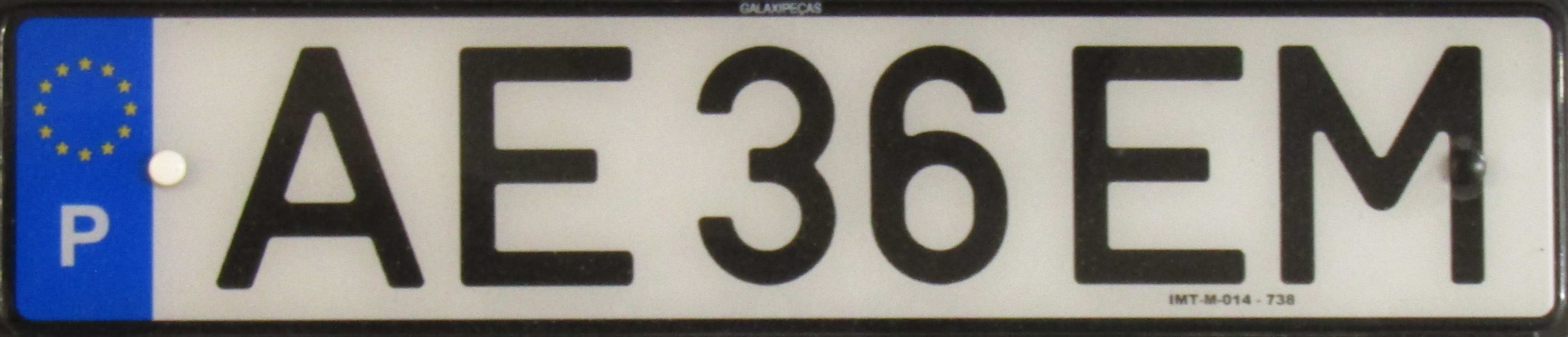
Model actual de matrícula portuguesa instaurat el 2020.

Les plaques de matrícula de Portugal segueixen un sistema que entrà en vigor el 15 de gener de 2020, que consisteix en una combinació de sis caràcters alfanumèrics de color negre distribuïts en tres grups: dues lletres, dues xifres i dues lletres, i separats per un espai en blanc (per exemple,  AB 12 AB) sobre un fons de color blanc, sent la combinació aleatòria i sense indicació d'ubicació geogràfica. Com a país membre de la Unió Europea ja havia adoptat des del 1992 l'eurofranja blava al costat esquerre amb el símbol de la UE i el codi internacional del país, P.
Aquest sistema, tal com esmenta el decret, li dona un període d'utilitat d'uns 74 anys, que es reduiria fins als 45 en cas d'eliminar combinacions no desitjades, a més s'afegeixen a la combinació les lletres "W", "Y" i "K" que no s'utilitza anteriorment (o restringides a unes curtes sèries) perquè no es fan servir a l'alfabet portuguès.

## Curiositat
Des del 1937 els diferents sistemes utilitzats per Portugal han estat similars als sistemes de matrículació utilitzats fins al 2008 pels Països Baixos. Tots dos han seguit un sistema de sis caràcters (lletres o xifres) agrupats en grups de dos caràcters (per exemple: AB-12-12, 12-12-AB, 12-AB-12, AB-12-AB, AB-AB-12 i 12-AB-AB).

## Tipografia

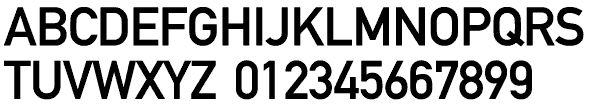
Tipografia DIN-1451 Mittelschrift.

La tipografia utilitzada segueix el model DIN 1451 Mittelschrift sense pràcticament cap variació.

## Mides
Les mides de les plaques són similars a la resta de plaques de la UE, pels automòbils: 520x110 mm (rectangular davant i darrere) o 340x220 mm (quadrada darrere) i les motocicletes i ciclomotors: 220x140 mm (mínim). El material del que estan fetes així com les mides dels caràcters de la matrícula estan definits per norma i són:
- Els caràcters han de tenir una alçada de 74 a 80 mm i una amplada equivalent a 6/7 l'alçada (lletres) i 4/7 l'alçada (xifres).
- L'amplada de traç de cada caràcter ha de ser 1/7 de l'alçada.
- L'espai entre caràcters ha de ser de 10 mm i entre els grups de 20 mm.

## Altres tipus

### Motocicletes
Les motocicletes, de cilindrada superior a 50 cc, porten matrícules amb la mateixa seqüència alfanumèrica que els automòbils però col·locades en plaques de format més reduït, sense l'eurofranja.
Els ciclomotors, de cilindrada inferior a 50 cc, porten el mateix format que les motocicletes i automòbils però amb el fons groc.

### Diplomàtiques
Els vehicles diplomàtics utilitzen una matrícula de caràcters vermells sobre fons blanc sense l'eurofranja blava. Les combinacions utilitzades en les seqüències 123-CD123 (personal diplomàtic), 123-CC123 (personal consular) i 123-FM123 (personal en missió internacional) en què el primer grup de tres xifres identifica l'estat o l'organització internacional a què pertany (ex.: 018: Bèlgica; 060: França; 095: Luxemburg; 115: Noruega; 118: Països Baixos; o 200: Comissió Europea).

### Remolcs
Els remolcs o tràilers utilitzen un sistema propi de registre. Aquest està format per un codi de districte d'una o dues lletres i una seqüència de fins a sis xifres.
| Codi | Districte              | Codi | Districte         | Codi | Districte        |
| ---- | ---------------------- | ---- | ----------------- | ---- | ---------------- |
| A    | Açores (Ponta Delgada) | E    | Évora             | P    | Porto            |
| AN   | Angra do Heroísmo      | FA   | Faro              | PT   | Portalegre       |
| AV   | Aveiro                 | GD   | Guarda            | SA   | Santarém         |
| BE   | Beja                   | H    | Horta             | SE   | Setúbal          |
| BG   | Bragança               | L    | Lisboa            | VC   | Viana do Castelo |
| BR   | Braga                  | LE   | Leiria            | VI   | Viseu            |
| C    | Coimbra                | M    | Madeira (Funchal) | VR   | Vila Real        |
| CB   | Castelo Branco         |      |                   |      |                  |

### Forces de Seguretat
La Guàrdia Nacional Republicana (GNR) utilitza la seqüència especial GNR A-01 a GNR Z-9999 en la qual la lletra identifica el tipus de vehicle (per exemple, B: blindats, C: Transport general pesat, E: Funció especial, F: Brigada fiscal, G: Transport general lleuger, J: tot terreny, L: Transport lleuger, M: Motocicleta, P: Transport pesat i T: brigada de trànsit).

### Militars
L'Exèrcit de terra utilitza les seqüències MG-00-00, ME-00-00 i MX-00-00 en la majoria de vehicles tàctics. Els model és el de fons negre amb carcters blancs.
La Marina portuguesa utilitza les seqüències AP-00-00 sobre el format normal de plaques, fons blanc i carcters negres.
Les Forces aèries utilitza les seqüències AM-00-00 sobre el format normal de plaques, fons blanc i carcters negres.

## Història

### 1901-1911
Les primeres plaques de matrícules locals van ser emeses a partir de 1901 per l'Oficina del governador del districte i normalment consistien en el nom complet o l'abreviatura del districte seguida d'un número de sèrie, (per exemple, "LISBOA 123" o "L.XA 123" per a un vehicle matriculat a Lisboa).

### 1911-1936
A partir de 1911 es va establir un sistema nacional de registre d'automòbils. El país es va dividir en tres zones (nord, centre i sud; i des del 1918, les Açores i Madeira), donant com a resultat models de l'estil: N-123 (Nord), C-000 (Centre), S-000 (Sud), A-000 (Açores) o M-000 (Madeira) respectivament. Els cotxes de lloguer afegien la lletra "A" darrera les xifres (per exemple, S-4226-A) i els vehicles provisionals hi afegien "WW". Les plaques eren negres amb els carcters blancs.
A mitjans dels anys trenta, ja hi havia matriculats tants vehicles matriculats, sobretot a la zona sud que incloïa Lisboa, que el número d'identificació ja havia arribat a les cinc xifres. Com que això creava dificultats a l'hora d'identificar els vehicles per part de les autoritats, el sistema es va canviar. No obstant això, a les Açores i a Madeira es va mantenir fins al 1962.

### 1937-1992

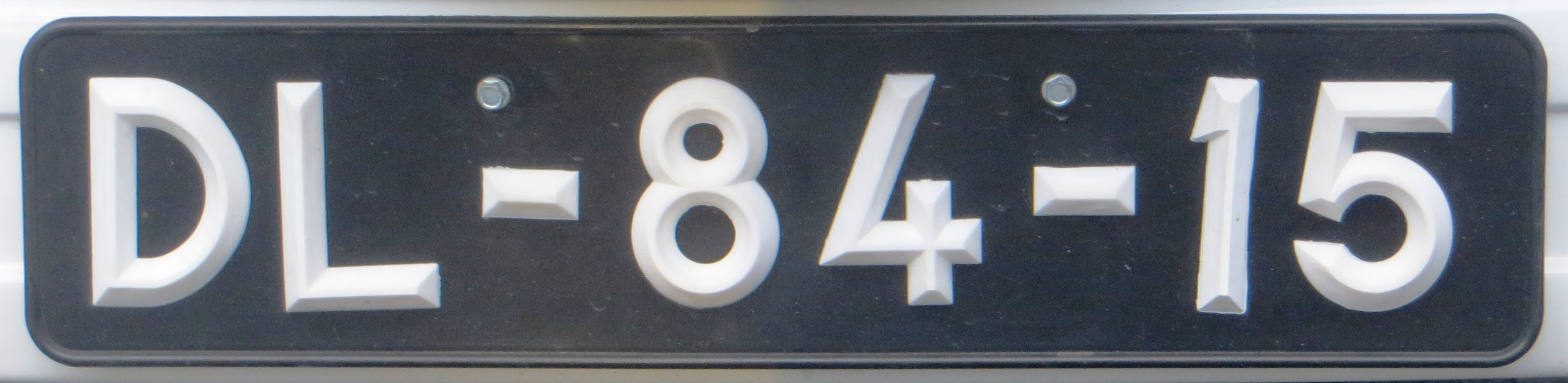
Model de matrícula de 1937 a 1992.

L'1 de gener de 1937 va entrar en vigor el segon sistema nacional de matriculació de vehicles. Aquest consistia en una seqüència de dues lletres seguides de quatre xifres: AB-12-12. La divisió per zones es va mantenir, amb les lletres "AA" a "LZ" reservades pel sud (Lisboa), "MA" a "TZ" pel nord (Porto) i "UA" a "ZZ" per al centre (Coimbra). De nou, les plaques eren negres amb els caràcters blancs.
Per raons de "decència" es varen prohibir l'ús dels grups de lletres "CU" (cul) i "FD" (abreviació de "foda"). L'ús de les lletres "Q" i "J" tampoc s'utilitzaren, ja que es confonien amb "O" i "I".
A les Açores i Madeira, el nou sistema s'adoptà a partir del 1962. Les Açores es van dividir en tres districtes: Ponta Delgada, Angra do Heroísmo i Horta. Les lletres "AN" es reservaren per Angra, "AR" i "AS" per Ponta Delgada i "HO" per a Horta. Per a Madeira es reservaren els grups "MA" i "MD".
A la dècada de 1970 es van obrir noves oficines de registre de districte i reservant-se: "EM" i "EV" per Évora, "ZA" i "ZB" per Braga, "ZC" i "ZD" per a Vila Real, "ZE" i "ZF" per Aveiro, "ZG" i "ZH" per Guarda, "ZI" i "ZL" per Santarém, "ZM" i "ZN" per Setúbal i "ZO" i "ZP" per a Faro. No obstant això, com que el sistema de registre zonal es va abandonar relativament poc després, la majoria d'aquestes seqüències no es van utilitzar com a identificadors zonals.
A principis dels anys vuitanta, amb l'inici de l'esgotament de la sèrie de registre per zones, es va decidir abandonar-lo i començar a registrar els vehicles de manera seqüencial i a nivell nacional. Però, fins i tot amb la matrícula seqüencial nacional, la sèrie "AA-00-00" va arribar a la seva fi ràpidament. Per ajornar aquest efecte, s'utilitzaren les "famoses" combinacions "CU" i "FD" i les lletres "Q" i "J".

### 1992-2005

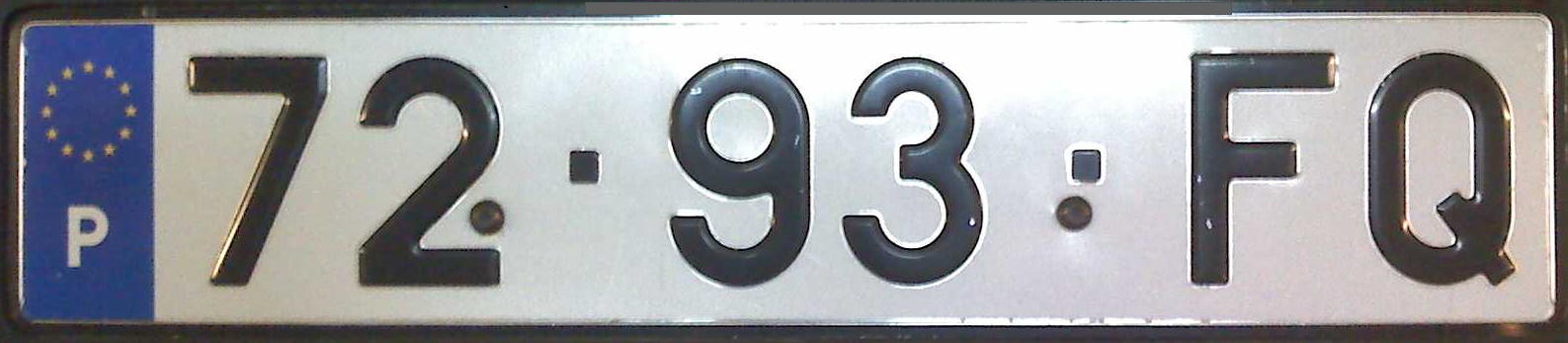
Matrícula de 1992 a 1998 ("00-00-AA").

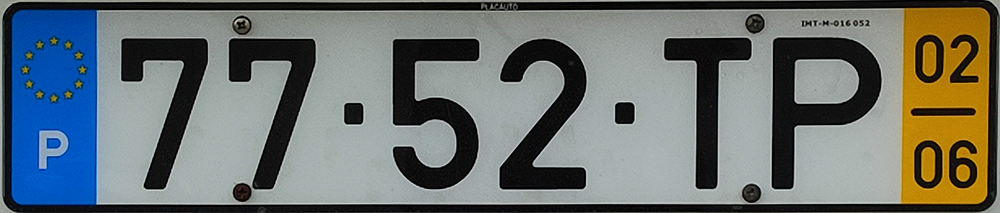
Matrícula del 1998 al 2005 que afegeix la franja groga indicant el primer registre del vehicle (any = 2002, mes = 06 (juny)).

Al març de 1992, el format "AA-00-00" va arribar a la seva fi, i s'estableix el format "00-00-AA". També va adoptar l'eurofranja blava amb el símbol de la UE i el codi internacional del país, P.
L'any 1998 s'introdueix una franja groga al costat dret de la matrícula amb la indicació de l'any (a dalt) i el mes (a baix) del primer registre del vehicle.

### 2005-2019

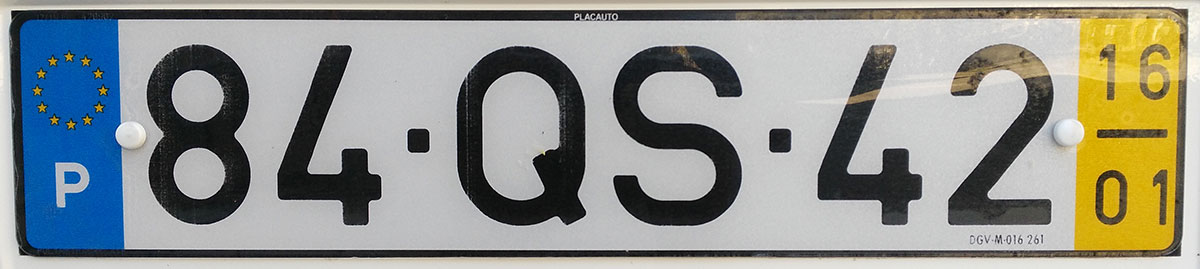
Model de matrícula de 2005 a 2020 ("00-AA-00".

El 2005 la seqüència "00-00-AA" es va esgotar i és substituïda per "00-AA-00".. Amb el nou canvi de model del 2020 també s'estableix la desaparició del la franja groga que mostrava el mes i any del primer registre del vehicle.

## Antics territoris d'ultramar
Els diferents models de les plaques portugueses van ser adaptats als territoris d'ultramar. Al principi es va seguir el model de 1911 on cada colònia tenia un grup d'una a tres lletres que designava la colònia mateixa o un districte dins de la colònia. Als anys cinquanta i seixanta, els models de totes les colònies es van canviar a models basats en el portuguès de 1937. Per territori, els models que es van utilitzar van ser:
- Angola: ABC-00-00: la segona i tercera lletra estaven reservades al codi del districte.
- Cap Verd: CVA-00-00: la tercera lletra identificava el grup insular (S: Sotavento, B: Barlavento).
- Guinea portuguesa: G-00-00.
- Índia portuguesa: IAB-00-00: la segona i tercera lletra estaven reservades al codi del districte. (IGA a IGZ per al districte de Goa)
- Macau: M-00-00 i posteriorment MA-00-00: la segona lletra era seqüencial.
- Moçambic: MAB-00-00: la segona i tercera lletra estaven reservades al codi del districte.
- São Tomé i Príncipe: STP-00-00
- Timor portuguès: T-00-00 i posteriorment TP-00-00

Amb algunes diferències petites, aquests sistemes continuen sent utilitzats a São Tomé i Príncipe, Macau i Angola. Cap Verd ha adaptat el sistema per utilitzar diferents codis de dues lletres per a cadascuna de les illes.